# The Hanging Tree (chanson)
Singles par la bande originale d'Hunger Games
Yellow Flicker Beat Deep in the Meadow (Baauer Remix)
The Hanging Tree est une chanson interprétée par l'actrice américaine Jennifer Lawrence pour le troisième volet de la série de films Hunger Games, La Révolte : partie 1.
La chanson est écrite par Suzanne Collins, auteure de la série de livres dont est adapté Hunger Games et composée par James Newton Howard, ainsi que les membres du groupe folk The Lumineers,  Jeremiah Fraites et Wesley Schultz,  Elle apparaît dans l'album officiel pour le long-métrage,. Depuis sa sortie, The Hanging Tree a fait ses débuts dans le top 40 des classements de singles en Australie et au Royaume-Uni,.
Aux États-Unis, le single débute à la douzième place du Billboard Hot 100 et à la deuxième place du Digital Songs, avec 200 000 copies vendues lors de sa première semaine.

## Classements musicaux
| Classement (2014)                       | Meilleure position |
| --------------------------------------- | ------------------ |
| Allemagne (Media Control AG)            | 1                  |
| Australie (ARIA)                        | 5                  |
| Autriche (Ö3 Austria Top 40)            | 1                  |
| Belgique (Flandre Ultratop 50 Singles)  | 8                  |
| Belgique (Wallonie Ultratop 50 Singles) | 18                 |
| Canada (Hot 100)                        | 24                 |
| Espagne (PROMUSICAE)                    | 39                 |
| États-Unis (Hot 100)                    | 12                 |
| États-Unis (Adult Pop Songs)            | 22                 |
| États-Unis (Pop Airplay)                | 16                 |
| France (SNEP)                           | 23                 |
| Hongrie (Single Top 40)                 | 1                  |
| Irlande (IRMA)                          | 20                 |
| Nouvelle-Zélande (RMNZ)                 | 9                  |
| Pays-Bas (Single Top 100)               | 36                 |
| Royaume-Uni (UK Singles Chart)          | 14                 |
| Suède (Sverigetopplistan)               | 29                 |
| Suisse (Schweizer Hitparade)            | 4                  |
| Norvège (VG-lista)                      | 30                 |